# العلاقات المصرية اليمنية
 العلاقات المصرية اليمنية  هي العلاقات الثنائية بين جمهورية مصر العربية والجمهورية اليمنية.

## تاريخ العلاقات
العلاقات المصرية اليمنية قديمة للغاية ولعل من أقدم الشواهد الذي يشير إلى تواصل البلدين كان تلقي الإمبراطور المصري تحتمس الثالث هدية من تجار سبئيين وكان التجار اليمنيون المورد الرئيس للبخور إلى المعابد المصرية القديمة  في العصر الحديث، تدخل الجيش المصري لمساندة تنظيم الضباط الأحرار اليمني خلال ثورة 26 سبتمبر ضد المملكة المتوكلية اليمنية ودعم جمال عبد الناصر ثورة 14 أكتوبر في جنوب اليمن ضد الاستعمار الإنجليزي لعدن توجد سفارة مصرية بصنعاء وقنصلية بعدن وسفارة يمنية بالقاهرة.

## العلاقات الاقتصادية
بلغ حجم الصادرات المصرية إلى اليمن 62.08 مليون دولار وبلغ حجم الواردات 52.58 مليون دولار في الفترة من يناير إلى مارس 2010 ، بينما بلغ حجم الصادرات عام 2009 إلى 149 مليون دولار والواردات 26 مليون دولار.

## طالع أيضًا
- ثورة 26 سبتمبر اليمنية.